# Nicola Vaccaro (pittore)

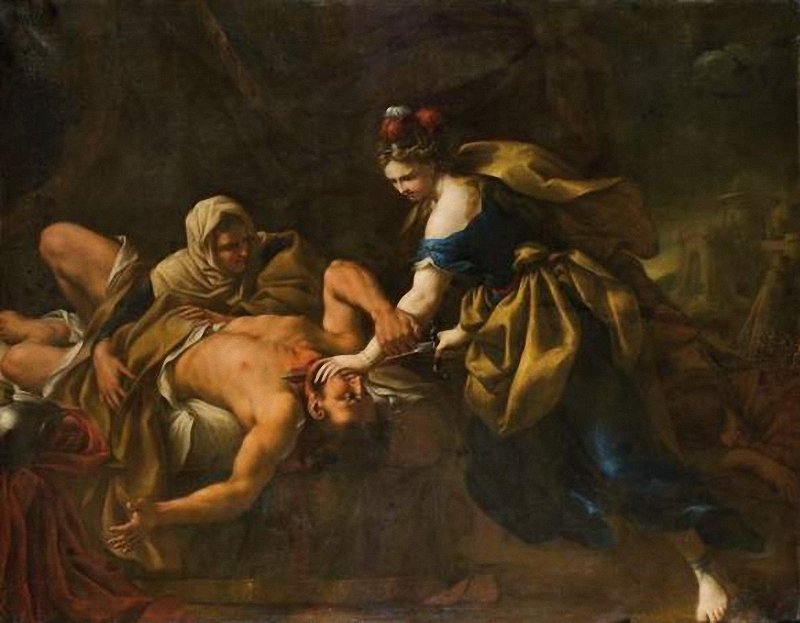
Giuditta e Oloferne, olio su tela

Nicola Vaccaro (Napoli, 13 marzo 1640 – Napoli, 25 maggio 1709) è stato un pittore italiano del periodo tardobarocco.

## Biografia
Nacque in una famiglia di pittori; con il padre, Andrea Vaccaro, ebbe il suo apprendistato. Venne influenzato dallo stile paesaggistico di Salvator Rosa. Si trasferì a Roma ed entrò nello studio di Nicolas Poussin. Più avanti, innamoratosi di una cantante, accantonò la pittura per dedicarsi all'attività di impresario teatrale presso il San Bartolomeo.